# Избори за Представнички дом Парламентарне скупштине Босне и Херцеговине 2010. (Република Српска)
Избори за Представнички дом Парламентарне скупштине БиХ у Републици Српској 2010. одржани су 3. октобра као дио општих избора у БиХ. Број важећих гласова био је 621.276 (92,6%), а неважећих 49.669 (7,4%). Од укупног броја важећих гласова, на редовним бирачким мјестима било их је 602.092 (96,91%), поштом 12.549 (2,02%), у одсуству, путем мобилног тима и у ДКП 6.389 (1,03%), те на потврђеним гласачким листићима 246 (0,04%).

## Резултати
| Политички субјекат                | Број гласова | %     | Број мандата | Број мандата   | Број мандата | Број мандата |
| Политички субјекат                | Број гласова | %     | Директних    | Компензационих | Укупно       | +/–          |
| --------------------------------- | ------------ | ----- | ------------ | -------------- | ------------ | ------------ |
| Савез независних социјалдемократа | 269.009      | 43,30 | 6            | 2              | 8            | 1            |
| Српска демократска странка        | 137.844      | 22,19 | 3            | 1              | 4            | 1            |
| Партија демократског прогреса     | 40.070       | 6,45  | -            | 1              | 1            | 0            |
| Демократски народни савез         | 28.511       | 4,59  | -            | 1              | 1            | 0            |
| остали                            |              |       | -            | -              | -            | 2            |
| Укупно                            | 621.276      | 100   | 9            | 5              | 14           | 0            |
| Неважећи гласови                  | 49.669       | -     | -            | -              | -            | -            |
| Извор: ЦИК                        |              |       |              |                |              |              |

### Директни мандати по изборним јединицама
|                    | Изборна јединица | СНСД | СДС | ПДП | ДНС | Укупно |
| ------------------ | ---------------- | ---- | --- | --- | --- | ------ |
| Изборна јединица 1 | 2                | 1    | -   | -   | 3   |        |
| Изборна јединица 2 | 2                | 1    | -   | -   | 3   |        |
| Изборна јединица 3 | 2                | 1    | -   | -   | 3   |        |